# Jean-Christophe Bouvet
Jean-Christophe Bouvet (ur. 24 marca 1947 w Paryżu) – francuski aktor, reżyser i scenarzysta, znany głównie z występów w serii filmów Taxi.

## Wybrana filmografia
- La Philosophie dans le boudoir (1969) – jako Arcykapłan
- U szczytu schodów (1983)
- Pod słońcem szatana (Sous le soleil de Satan, 1987) – jako Handlarz końmi
- Dzikie noce (Les nuits fauves, 1992) – jako Sierżant
- Zimna woda (Eau froide, 1994) – jako Nauczyciel
- Wszyscy młodzi w ich wieku (1994)
- Miasto strachu (La Cité de la peur, 1994) – jako Jean-Paul Martoni
- Świat na opak (Le Monde a l'envers, 1999) – jako Richelet
- Kochankowie (Lovers, 1999) – jako Kioskarz
- Taxi 2 (2002) – jako Generał Bertineau
- Taxi 3 (2003) – jako Generał Bertineau
- Nasza muzyka (Notre musique, 2004) – jako Maillard
- Brygady tygrysa (Les Brigades du tigre, 2006) – jako Sędzia
- Maria Antonina (Marie Antoinette, 2006) – jako Książę deChoiseul
- Taxi 4 (2007) – jako Generał Bertineau

Źródła
- Profil w Filmweb